# 喜志哲雄
喜志 哲雄（きし てつお、1935年〈昭和10年〉11月10日 - 2025年6月30日）は、日本の英米演劇学者。京都大学名誉教授。京都府京都市右京区在住（2023年時点）。
父親は詩人で作詞家の喜志邦三。

## 経歴
1935年兵庫県西宮市生まれ。1958年京都大学文学部英文科卒、
1960年から1961年コロンビア大学留学。1964年京大大学院博士課程満期退学、同年京大教養部専任講師、1967年助教授。
1973年文学部英文科助教授、1982年教授。この間、1967年から一年間スタンフォード大学客員准教授、1980年インディアナ大学客員教授。
1996年から1998年まで京大大学院文学研究科研究科長。1999年定年退官。
2009年兵庫県文化賞受賞。2010年『シェイクスピアのたくらみ』でAICT（国際演劇評論家協会）演劇評論賞受賞。2015年京都府文化賞・特別功労賞受賞。2019年兵庫県功労者「県勢高揚功労」受賞。
ハロルド・ピンターなど現代英米演劇を翻訳した。
2025年6月30日、病気のため死去。89歳没。

## 著書
- 『劇場のシェイクスピア』（早川書房） 1991
- 『英米演劇入門』（研究社） 2003
- 『喜劇の手法 笑いのしくみを探る』（集英社新書） 2006
- 『ミュージカルが《最高》であった頃』（晶文社） 2006
- 『シェイクスピアのたくらみ』（岩波新書） 2008
- 『劇作家ハロルド・ピンター』（研究社） 2010
- 『ミュージカル映画が《最高》であった頃』（国書刊行会） 2024

## 翻訳
- ヤン・コット『シェイクスピアはわれらの同時代人』（蜂谷昭雄共訳、白水社） 1968、新版 2009ほか
- 『ピンター戯曲全集 第1』（小田島雄志, 沼澤洽治共訳、竹内書店） 1970
- ピーター・ブルック『なにもない空間』（高橋康也共訳、晶文社） 1971
- 『バーナード・ショー名作集』「人と超人」（白水社） 1972、抜粋版1993、新装版2014ほか
- 『オニール名作集』「アナ・クリスティ」（白水社） 1975
- ジョン・ラッセル・テイラー『怒りの演劇 イギリスの演劇の新しい波』（中野里皓史, 柴田稔彦共訳、研究社出版） 1975
- ヤン・コット『演劇の未来を語る』（白水社） 1976
- 『ハロルド・ピンター全集』全3巻（小田島雄志, 沼澤洽治共訳、新潮社） 1977、新版 2005
- ジョージ・スタイナー『悲劇の死』（蜂谷昭雄共訳、筑摩叢書） 1979、ちくま学芸文庫 1995
- ポール・セルー『わが家の武器庫』（若島正共訳、講談社） 1988
- ピーター・ブルック『秘密は何もない』（坂原真里共訳、早川書房） 1993

- 『私のはじまり ケネス・ブラナー自伝』（白水社） 1993
- シェイクスピア『ヴェニスの商人』（編注、大修館書店） 1996
- ハロルド・ピンター『何も起こりはしなかった 劇の言葉、政治の言葉』（編訳、集英社新書） 2007
- 『ハロルド・ピンター』全3巻（ハヤカワ演劇文庫） 2009 - 脚色「失われた時を求めて」ほか全17篇
- ウィリアム・ギャスキル『俳優を動かす言葉 戯曲の読み方がわかる20のレッスン』（白水社） 2013
- シェイクスピア『から騒ぎ』（岩波文庫） 2020

## 参考
- 『文藝年鑑2007』
- 『京大文学部の50年』
- 日本演劇協会（監修・編集）『演劇年鑑2023別冊』日本演劇協会〈文化庁委託事業〉、2023年（2023年3月31日発行）、24-25頁。ISBN 978-4-09-671311-2。「①本名・②職種・③住所・⑤生年月日・出生地・⑥学歴・⑦現職・⑧著書等」